# Sieć bezskalowa
Sieć bezskalowa – sieć, w której rozkład liczby połączeń między węzłami jest zgodny z rozkładem Yule-Simona.
{\displaystyle P(k)\ \sim \ k^{\boldsymbol {-\gamma }},}
gdzie {\displaystyle \gamma } jest parametrem właściwym dla danej sieci i zwykle przyjmującym wartości z zakresu {\displaystyle (2,3).}
Rozkład potęgowy liczby połączeń nadaje sieci własności fraktalne, stąd nazwa sieci bezskalowe.
Za przykłady sieci bezskalowych uważa się różne sieci, zarówno powstające samoczynnie w naturze, jak i stworzone przez człowieka, np. internet, sieci społeczne, interakcje między białkami w organizmach żywych i inne.
Mechanizm powstawania rozkładu charakterystycznego dla sieci bezskalowych nosi nazwę wiązania preferencyjnego.